# Isabel Quintanilla
Isabel Quintanilla (* 1938 in Madrid; † 24. Oktober 2017) war eine spanische Zeichnerin und Malerin.

## Leben
Quintanilla studierte von 1953 bis 1959 an der Escuela Superior de Bellas Artes in Madrid. Das Staatsexamen für Malerei legte sie an der Universität Complutense Madrid in Madrid ab.
1960 heiratete sie Francisco López Hernández und schloss sich den Realisten von Madrid an, zu denen María Moreno und Antonio López Garcia gehörten.
Sie reiste nach Rom, London, Griechenland und Deutschland. Quintanilla lebte in Madrid, wo sie im Oktober 2017 im Alter von 79 Jahren starb.

## Einzelausstellungen (Auswahl)
- 1963: Caltanissetta, Palermo/Sizilien
- 1966: Galerie Edurne, Madrid
- 1968: Galerie La Pasarela, Sevilla
- 1970: Galerie Egam, Madrid; Galerie Buchholz, München
- 1974: Galerie Meyer-Ellinger, Frankfurt/M.
- 1987: Galerie Brockstedt, Hamburg
- 1996: Centro Cultural des Conde Duque, Madrid
- 1996/97: Galeria Leandro Navarro, Madrid
- 1999: Kunsthalle, Darmstadt

## Gruppenausstellungen (Auswahl)
- 2016: Madrid, Museo Thyssen-Bornemisza, „Realistas de Madrid“
- 2015: Galerie Brockstedt, Berlin
- 2008: 50 años después – Galería Leandro Navarro, Madrid
- 2007: Im Licht der Wirklichkeit · Zeitgenössischer Realismus in Spanien – Panorama Museum, Bad Frankenhausen
- 2005: Pinceladas de Realidad – Museo de Bellas Artes de A Coruña, A Coruña
- 1986: 7 Spanish Realists – Michel Soskine Inc., New York
- 1980: Kunstverein Braunschweig, Braunschweig
- 1978: Als guter Realist muss ich alles erfinden · Internationaler Realismus heute – Kunstverein in Hamburg, Hamburg
- 1977: documenta 6, Kassel

## Arbeiten in öffentlichen Sammlungen
- Baltimore (Maryland), The Baltimore Museum of Art
- Berlin, Staatliche Museen Preußischer Kulturbesitz, Nationalgalerie
- Darmstadt, Städtische Kunstsammlungen
- Hamburg, Hamburger Kunsthalle
- Helsinki, Museum Athenaeum
- München, Bayerische Staatsgemäldesammlung
- Madrid, Coleccion de Arte del Banco de Espana
- Madrid, Museo Municipal, Conde Duque
- München, Bayerische Staatsgemäldesammlung
- Nürnberg, Neues Museum
- Sabinanigo, Museum de Sabinanigo
- Stuttgart, Staatsgalerie
- Washington, Hirshhorn Museum and Sculpture Garden (Smithsonian Institution)

## Auszeichnungen (Auswahl)
- 1987: Wilhelm-Loth-Preis der Stadt Darmstadt